# ناحیه هنا، شهرستان هنری، ایلینوی
ناحیه هنا (به انگلیسی: Hanna Township) یک منطقهٔ مسکونی در ایالات متحده آمریکا است که در شهرستان هنری، ایلینوی واقع شده‌است. ناحیه هنا ۲۰۸ متر بالاتر از سطح دریا واقع شده‌است.